# Клюшников, Владимир Дмитриевич
Влади́мир Дми́триевич Клю́шников (1 февраля 1928, Новописцово, Ивановская область — 11 мая 2001, Москва) — советский и российский учёный-механик, доктор физико-математических наук, профессор, заведующий кафедрой теории пластичности МГУ с 1986 по 1999 годы.

## Биография
Поступил в МГУ в 1949 году. В 1954 году окончил механико-математический факультет Московского государственного университета имени М. В. Ломоносова (квалификация: механик). Однокурсниками были В. В. Белецкий, А. А. Боровков, А. Г. Витушкин, А. А. Гончар, Е. А. Девянин, У. А. Джолдасбеков, А. П. Ершов, А. М. Ильин, И. А. Кийко, М. Л. Лидов, В. В. Лунёв, Р. А. Минлос, И. В. Новожилов, Н. А. Парусников, Г. С. Росляков, С. А. Шестериков.
По окончании факультета был зачислен в аспирантуру. В 1957 году защитил кандидатскую диссертацию на тему «Некоторые вопросы теории общей формы связи между напряжениями и деформациями и упругопластическая устойчивость»; после защиты был оставлен на кафедре теории пластичности мехмата МГУ в должности научного сотрудника (с 1961 г. — доцент).
С 1968 года — доктор физико-математических наук (докторская диссертация была защищена В. Д. Клюшниковым в 1967 году по теме «Некоторые общие вопросы пластичности и пластической устойчивости»); c 1971 года — профессор.
С 1986 по 1999 годы заведовал кафедрой теории пластичности механико-математического факультета.
Член Национального комитета СССР по теоретической и прикладной механике. Заслуженный деятель науки Российской Федерации (1998). Заслуженный профессор МГУ (1998).

## Научная деятельность
Наиболее важные научные результаты В. Д. Клюшникова относятся к теории пластичности. Им был предложен новый перспективный путь построения данной теории, в основе которого — замена исходного пути нагружения сколь угодно близким ломаным путём, на отрезках которого пластические свойства материала либо известны заранее, либо допускают более естественное задание, чем на исходном пути. В результате сопоставительного анализа были выявлены принципиальные особенности сингулярной теории пластичности (теории с особой точкой на поверхности нагружения), включая наличие областей полной и неполной догрузки, позволившие во многих случаях обосновать применимость деформационной теории пластичности. Клюшниковым была установлена также полезность привлечения гипотетического двумерного материала при исследовании качественной стороны явления пластичности.
Клюшников показал, что явление выпучивания упругопластических конструкций связано не с потерей устойчивости состояния (как в теории упругости), а с потерей устойчивости процесса деформирования. Из этого следует, что критерием устойчивости в данной ситуации служит не бифуркация состояния (бифуркация нулевого порядка), а бифуркация процесса (бифуркация первого порядка, проявляющаяся в неединственности приращений или скоростей). Проблему бифуркации процесса для пластического тела при этом удалось свести к проблеме бифуркации состояния эквивалентного упругого тела. В ходе этих исследований было выявлено особое значение равноактивной бифуркации как самой ранней бифуркации, происходящей при внешнем нагружении. Наряду с бифуркациями нулевого и первого порядков было указано на возможные практические применения (в частности, в случае дифференциально-нелинейных определяющих соотношений) бифуркаций высших порядков.
Клюшниковым был также исследован новый тип определяющих соотношений в сингулярной теории пластичности — соотношений с дифференциально-нелинейной зависимостью между напряжениями и деформациями. Обнаружено специфическое поведение материалов с такими определяющими соотношениями при применении к ним традиционных теорем механики, отмечена ценная возможность описывать пластические деформации единым аналитическим соотношением. Предметом изучения В. Д. Клюшникова стали также описание поведения разупрочняющихся материалов (случай тел с падающей диаграммой «деформация—напряжение») и явление электропластичности.
Ряд работ В. Д. Клюшникова посвящён механике разрушения. В них он занимался обоснованием основных положений линейно-упругой механики разрушения, распространяемой на тела, способные претерпевать необратимые деформации. Была обнаружена недейственность критерия разрушения Райса — Черепанова для случая неголономных определяющих соотношений и предложены способы исправления этого положения.